# 扶貧委員會

第一代扶貧委員會標誌(2005-2007年)

扶貧委員會（英語：Commission on Poverty，縮寫：CP）成立於2005年，於2007年6月30日解散，於2012年11月9日重新成立，宗旨為鑑於香港政府希望能夠盡力地進行扶貧、甚至滅貧事務，為到有需要的人士通過經濟、就業、教育及訓練等等範疇，提供社會保障及支援，以紓緩其貧窮情況。此外，扶貧委員會亦為到清貧長者提供特殊的協助等。扶貧委員會高峰會由香港行政長官主持，行政長官必須向公眾交代工作進度，亦需要就政策及方向等作出最後決定。每年，行政長官亦會舉行一次大型扶貧委員會高峰會。

## 歷史

### 成立
2005年1月12日，時任行政長官董建華透過《2005年度香港行政長官施政報告》中宣佈，為了處理當時香港經濟轉型下的貧窮問題，因此成立一個包括香港政府高級官員、立法會議員、工商業人士、民間團體和專家學者等持份者參與的扶貧委員會，為香港社會不同界別提供一個共同研究貧困人士在經濟、就業、教育和培訓各方面需要的一個平台，並且提出具體措施藉以改善貧窮問題。扶貧委員會的成員名單於同年1月27日公佈，由財務司司長擔任主席。委員會的任期於2007年6月月底屆滿。

### 解散
接替提早退休的董建華的曾蔭權出任行政長官後，無延長委員會會員的任期。扶貧委員會在2007年6月14日向香港政府提交報告，綜述其工作及提出多項提議後，於同年6月30日解散，其事務由勞工及福利局和社會福利署接手；社會企業服務則由民政事務局接手。

### 重新設立
2012年6月19日，梁振英當選行政長官後，宣佈重新設立扶貧委員會，並且設立扶貧委員會籌備小組的職能和成員。
2012年9月26日，由梁振英主持的扶貧委員會籌備小組舉行了最後一次會議，會議上梁振英承諾為香港設定一條貧窮線，目標是為到了解香港的貧窮狀況及評估扶貧措施的成效，監察貧窮情況有否改善。小組成員之一的香港社會服務聯會行政總裁方敏生及香港社區組織協會主任何喜華同樣指指，貧窮線的釐定，除了參考歐洲聯盟國家及經濟合作與發展組織國家分別以家庭入息中位數5成及6成劃線的做法外，亦一併研究稅前稅後、福利援助分配前後的家庭收入中位數去量度貧窮線。此個項目將會交由於同年10月公布的扶貧委員會決定。此外，香港政府沿用舊扶貧委員會等所訂立出的24個貧窮指標及3個後加的貧窮指標，分為到兒童及青少年、在職人士、長者及社區4類，深入地掌握各群組的貧窮情況的變化。香港政府日後將會定期地公布貧窮線以下香港市民的收入統計、人數及失業率等資料。2012年10月22日，政務司司長林鄭月娥於接受報章訪問時表示預計於同年11月可以正式重新設立扶貧委員會，屆時將會主要有兩個職能，包括訂立貧窮線和處理扶貧政策。林鄭月娥表示，扶貧委員會下將會設立5至6個小組，不會只著眼於短期紓緩措施，亦會從政策上入手，長遠地協助基層香港市民脫離貧窮的生活，而關愛基金亦將會是扶貧委員會的研究範疇。
2012年12月10日，扶貧委員會舉行首次會議，由於時間與立法會問答大會有所衝突，故此會議由原定的3小時縮減至不足兩小時，至下午5時結束。行政長官梁振英於開場發言時表明，貧窮問題存在多時，「除了有社會公義的問題外，亦是一個政治問題」，所以此社會問題不論從公義、政治、政府施政來說，亦需要重視及正視。會議開始後釐定了其架構及運作、屬下專責小組的工作等及簡報國際訂定貧窮綫的經驗等，於會議上，同意將貧窮綫議題交由社會保障和退休保障專責小組跟進，目標於2013年擬定出初步方案。此外，會議上有商界代表要求增加一個商界專責小組，惟被拒絕。新民黨立法會議員田北辰則建議，專責小組名單中應該增加商界的代表，他提議商務及經濟發展局局長蘇錦樑加入委員會，又建議將社會參與專責小組易名為官商民三方參與小組，以加重商界關注扶貧的概念，因為他認為扶貧不能夠沒有發展經濟及提供就業機會的商界的參與。教育、就業和培訓專責小組副主席蔡元雲亦表示小組將會有逾10名成員，當中需要有商界代表幫助貧窮青年投入市場，亦和議蘇錦樑應該加入委員會。社區組織協會主任何喜華亦同意增加商界參與，認為商界的人力資源及財政能力有幫助於扶貧。
屬下專責小組組員名單於2013年1月1日公布。

#### 制定貧窮線
2013年1月28日，扶貧委員會社會保障及退休保障專責小組召開首次會議，達3個多小時，討論制定貧窮線的建議，預計於同年10月完成。會議上有多數意見認為以每年除稅及福利轉移前的住戶入息中位數一半作為貧窮綫，根據香港統計處於2012年第三季的數據，一人家庭貧窮綫是月入3,750元，三人家庭是10,900元；但是委員就應否評估高齡津貼及免費教育等普遍福利的扶貧效果出現分歧；亦有委員認為只應該計算涉資產審查的福利項目，例如入住公共房屋及交通津貼等。故此，初步決定由香港政府先計算出所有福利項目的減貧效果，等待於同年3月開會再行會議。
2013年3月18日，扶貧委員會社會保障及退休保障專責小組舉行會議，負責領導小組的政務司司長林鄭月娥表示，在會議上同意邀請香港大學社會工作及社會行政學系講座教授周永新領導的隊伍啟動有關於退休保障的研究，範圍包括現行三條支柱形成退休保障制度的利弊，及坊間不同團體的建議，包括《全民退休保障計劃》；預計於1年內完成。此外，在會議上，專責小組提出了由關愛基金作為試驗先導計劃，以儲蓄計劃形式鼓勵接受《綜合社會保障援助計劃》的人士就業，即在儲蓄戶口將需要扣減的援助計劃金額儲蓄，計劃細節需要等待關愛基金研究後再向扶貧委員會提交。
2013年3月28日，扶貧委員會舉行會議，討論如何根據香港實際情況及客觀數據訂立貧窮線，同時訂立一套達致貧窮線三大功能（即量度貧窮情況、協助制訂政策及評估政策成效）的系統性評估和分析工具。在會議上，扶貧委員會就貧窮線設定於家庭入息中位數50%的數據達成初步共識，並且將政府的現金資助福利及公共房屋資助計算為家庭收入，有委員根據此估計，即香港的窮人人口為60至70萬。然而，對於如何計算公共房屋津貼，及是否需要將具有敬老成份的高齡津貼納入福利轉移項目，仍然具有爭議。此外，在會議上亦通過了關愛基金三個項目──低收入家庭小學生午膳津貼、課餘托管及醫療援助計劃，涉及2億6千萬港元。
2013年5月2日，扶貧委員會召開第三次會議，委員基本上同意釐訂貧窮線的框架，包括採納相對貧窮概念，並且以住戶入息中位數的一半作為貧窮主線。香港政府經濟顧問及統計處將會於下一階段分析數據，以了解貧窮線下住戶的社會、經濟、住屋及區域特徵，並且詳細分析不同形態的貧窮狀況，例如在職貧窮及年老貧窮等。另外，扶貧委員會通過關愛基金專責小組4項撥款建議，包括推出「為特殊學校清貧學生提供額外交通津貼」的新援助項目，並且再次推出「為租住私樓的綜援戶提供津貼」等等。
2013年5月24日，扶貧委員會召開第四次會議，近3小時，先由中央政策組向委員簡介香港學者就「檢視香港現時的貧窮情況和成因」的研究結果，委員再就如何支援無申領《綜合社會保障援助計劃》的低收入在職家庭表達意見，最終僅有的共識為需要向低收入家庭提供補貼，惟未就任何方案達成共識，有關部門希望先行收集各界的具體方案後再作出討論及研究。
2013年7月，扶貧委員會在會議上通過向居住在環境惡劣，包括私人樓宇劏房、木屋住戶或者露宿者，惟不包括居住在工商廈的劏房戶發放一次性津貼，因為香港政府並不容許工商廈更改為住宅，故此有關決定惹起工商廈劏房住戶的強烈不滿。扶貧委員會關愛基金專責小組主席羅致光於會議後解釋，如果屋宇署向有關工商廈單位發出清拆令而業主未執行，即屬違法，惟關愛基金秘書處職員無理由懷疑存有上述違規，故此毋須舉報，又指即使違法，涉及者純粹為業主，而非工商廈劏房住戶，因此於2013年8月27日的會議上，委員一致通過向居住在工商大廈的低收入劏房戶發放「非公屋、非綜援的低收家庭一次性生活津貼」，數額由3,500元至10,000港元不等。連同早前獲得通過提供予居住環境惡劣住戶的一次性津貼，估算逾210,000人受惠，預計於同年年底發放。此外，同時通過放寬「為嚴重殘疾人士提供特別護理津貼」、「為嚴重肢體傷殘人士提供租用輔助呼吸醫療儀器的特別津貼」及「為嚴重肢體傷殘人士提供購買與輔助呼吸醫療儀器相關的醫療消耗品的特別津貼」的家庭入息上限，由現時的每月入息中位數的100%大幅度地放寬至150%，並且分為3項津貼額，合資格的申請人最多每月可以獲得6,500港元津貼。另外，扶貧委員會決定於同年9月28日公布香港貧窮線，及透過《2014年度香港行政長官施政報告》及《2014年至2015年度香港政府財政預算案》公布相關的扶貧政策。
2013年11月27日，扶貧委員會特別需要社群專責小組召開會議，討論如何為在主流學校就讀而有特別學習需要的學童提供支援。小組主席蔡海偉表示，不少家長因為未能夠掌握個別主流學校所提供的配套等資料，而令到有特別學習需要的學童入讀主流學校或者遇上困難；小組亦關注主流學校的教師培訓、資源投放及文憑試是否有為有特別需要的學童提供相關的配套及支援等問題，故此通過成立工作小組，與教育局及其他相關部門跟進。

## 成員（2005年至2007年）
扶貧委員會由香港特別行政區財政司司長擔任主席，其他成員包括中央政策組首席顧問、4位分別負責衛生福利、民政事務、勞工以及教育政策事務的局長、立法會議員、商業人士、民間團體領袖、非官方團體及學界代表。該委員會由財政司司長轄下的扶貧委員會秘書處支援，以處理日常的行政事務。
- 主席：唐英年，財政司司長
- 當然成員：
  - 李國章，教育統籌局局長
  - 何志平，民政事務局局長
  - 周一嶽，衞生福利及食物局局長
  - 葉澍堃，經濟發展及勞工局局長
  - 劉兆佳，中央政策組首席顧問
- 其他成員：   
  - 王英偉
  - 王冬勝
  - 方敏生
  - 田北俊
  - 余秀珠
  - 何喜華
  - 狄志遠
  - 李鳳英
  - 周永新
  - 陳家強
  - 陳淑薇
  - 張仁良
  - 梁志祥
  - 馮檢基
  - 蔡元雲
  - 霍震寰
  - 羅致光
  - 譚耀宗
- 秘書處：
  - 秘書長：余志穩
  - 助理秘書長：黃婉玲
  - 高級政務主任：朱瑞雯

## 工作小組（2005年至2007年）

### 專責小組
- 兒童及青少年專責小組，主席：蔡元雲
- 地區為本扶貧工作專責小組，主席：羅致光

### 特別小組
- 社會企業人員培訓特別小組，主席：陳家強、張仁良
- 老人貧窮特別小組，主席：狄志遠

## 成員（由2020年7月1日至2022年12月31日)
扶貧委員會由香港特別行政區政務司司長擔任主席，其他成員包括中央政策組首席顧問、4位分別負責衛生福利、民政事務以及教育政策事務的局長、立法會議員、商業人士、民間團體領袖、非官方團體及學界代表。該委員會由政務司司長辦公室轄下的人力資源規劃及扶貧統籌處支援，以處理日常的行政事務。
- 主席：張建宗  → 李家超 → 陳國基，政務司司長
- 當然成員：
  - 孫玉菡，勞工及福利局局長
  - 蔡若蓮，教育局局長
  - 麥美娟，民政及青年事務局局長
  - 盧寵茂，醫務衞生局局長
- 其他成員：   
  - 霍啟剛
  - 周佩波
  - 趙永佳教授
  - 鍾頴欣
  - 陳凱欣
  - 劉仲恒醫生
  - 劉愛詩
  - 李正儀博士 (社會創新及創業發展基金專責小組主席)
  - 李美辰
  - 梁兆輝教授
  - Ansah Majeed Malik
  - 蘇祐安
  - 施麗珊
  - 鄧家彪
  - 黃靜虹
  - 黃傑龍教授
  - 葉文斌
  - 余皓媛
  - 容海恩
  - 蔡靜瑜
  - 劉駿楷

## 工作小組（2020年7月1日至2022年12月31日）
- 社會保障和退休保障專責小組
  - 主席：政務司司長
  - 副主席：勞工及福利局局長
- 關愛基金專責小組
  - 主席：孫玉菡
  - 副主席：
- 社會創新及創業發展基金專責小組
  - 主席：李正儀傅士
  - 副主席：繆志仁[31]

## 相關參見
- 絕對貧窮
- 人力資源規劃及扶貧統籌處